# Marcha nupcial (Mendelssohn)

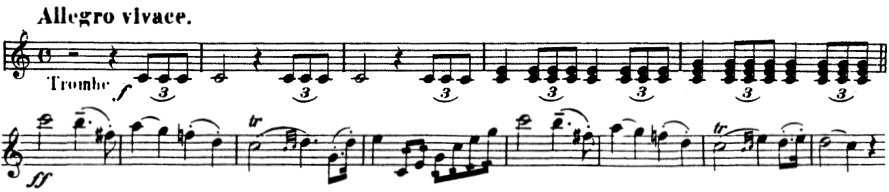
Tema de la marcha.

La Marcha nupcial de Mendelssohn (1842) (Hochzeitsmarsch en alemán) fue creada por  Felix Mendelssohn, incluida en su ballet El sueño de una noche de verano y ambientada en la obra hómonima de Shakespeare.
Es una de las marchas nupciales más usadas, generalmente interpretada por un órgano. En los países anglosajones suele sonar al final de la boda y también acompañada por la marcha nupcial de Wagner (incluida en su ópera Lohengrin) o por la marcha del príncipe de Dinamarca, de Jeremiah Clarke.  Ambas suelen sonar al principio del enlace, en el momento en el que entra la novia.

## Popularidad

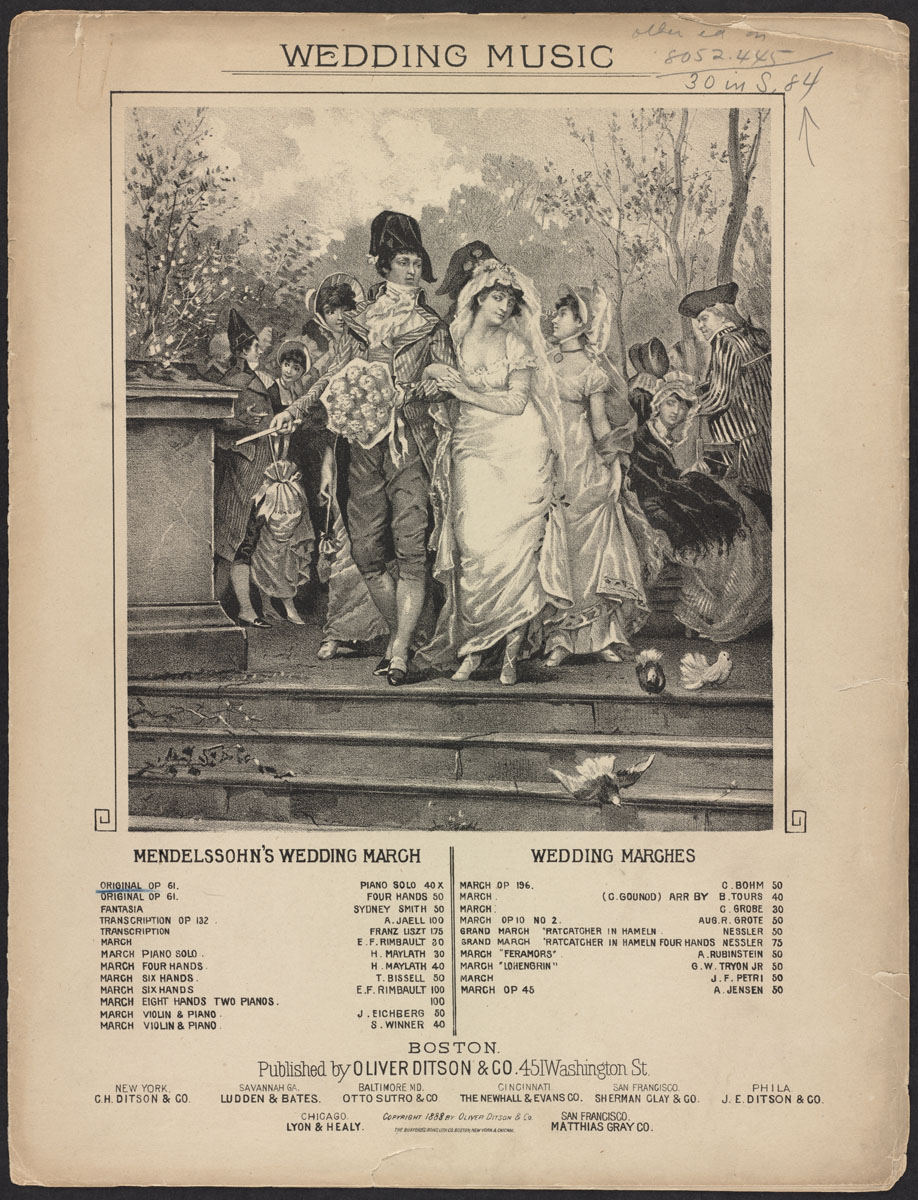
Partituras de la marcha nupcial de Mendelssohn. La ilustración muestra una pintura de carácter historicista que representa una boda durante el Directorio, en la década de 1790.

Se hizo popularmente famosa cuando sonó en la boda real de Victoria de Sajonia-Coburgo-Gotha y el futuro Federico III de Prusia, exactamente el 25 de enero de 1858. La madre de la novia, la reina Victoria, era admiradora de Mendelssohn.